# Быково (Иркутская область)
Быково — посёлок в Аларском районе Усть-Ордынского Бурятского округа Иркутской области. Входит в муниципальное образование «Ангарский».

## География
Посёлок расположен у залива Тохтуй реки Ангара, в 50 км северо-восточнее районного центра, на высоте 416-424 м над уровнем моря.
Состоит из 2 улиц: Мира и Победы.

## Происхождение названия
Посёлок назван в честь Егора Быкова (1918—1945) — участника Великой Отечественной войны, Героя Советского Союза (1945).

## Население
| 2002 | 2010 | 2011 | 2012 |
| ---- | ---- | ---- | ---- |
| 113  | ↗127 | ↘126 | →126 |